# گراداشنیتسا (لسکوواتس)
گراداشنیتسا (به صربی: Gradašnica) یک منطقهٔ مسکونی در صربستان است که در لسکواس واقع شده‌است. گراداشنیتسا ۴۷۲ نفر جمعیت دارد و ۴۸۳ متر بالاتر از سطح دریا واقع شده‌است.